# Leaders Cup 2018
Navigation
Disneyland Paris 2017 Disneyland Paris 2019
La sixième édition de la Leaders Cup de basket-ball (ou Disneyland Paris Leaders Cup LNB pour des raisons de parrainage) se déroule du 16 au 18 février 2018 à la Disney Events Arena de Disneyland Paris à Chessy (Seine-et-Marne).

## Contexte
À l'issue de la phase « Aller » de la saison 2017-2018 du championnat de Pro A, les huit premières équipes sont qualifiées pour la compétition. Celle-ci se joue sur trois jours, à partir des quarts de finale, suivant le format des matches à élimination directe.

## Résumé
Les huit équipes qualifiées sont reversées dans deux chapeaux (un chapeau pour les équipes classées de 1 à 4 et un deuxième chapeau pour les équipes classées de 5 à 8) pour le tirage au sort des rencontres.

### Équipes qualifiées
Classement des huit premières équipes de Pro A à l'issue de la 17e journée de la saison 2017-2018 :
| Rang | Équipe            | %  | J  | G  | P | Pp   | Pc   | GA  |
| ---- | ----------------- | -- | -- | -- | - | ---- | ---- | --- |
| 1    | Monaco L          | 76 | 17 | 13 | 4 | 1447 | 1278 | 169 |
| 2    | Limoges           | 65 | 17 | 11 | 6 | 1372 | 1332 | 40  |
| 3    | Le Mans           | 65 | 17 | 11 | 6 | 1306 | 1216 | 90  |
| 4    | Strasbourg F      | 65 | 17 | 11 | 6 | 1430 | 1317 | 113 |
| 5    | Nanterre 92 C     | 59 | 17 | 10 | 7 | 1443 | 1397 | 46  |
| 6    | Bourg-en-Bresse P | 59 | 17 | 10 | 7 | 1467 | 1387 | 80  |
| 7    | Lyon-Villeurbanne | 53 | 17 | 9  | 8 | 1314 | 1299 | 15  |
| 8    | Cholet            | 53 | 17 | 9  | 8 | 1228 | 1262 | -34 |

### Chapeaux
| Pot 1                             | Pot 2                                             |
| --------------------------------- | ------------------------------------------------- |
| Monaco Limoges Le Mans Strasbourg | Nanterre Bourg-en-Bresse Lyon-Villeurbanne Cholet |

## Tableau
|  | Quarts de finale     | Quarts de finale  | Quarts de finale     | Quarts de finale  |         |         | Demi-finales      | Demi-finales      | Demi-finales      | Demi-finales      |  |  | Finale           | Finale           | Finale           | Finale           |
|  |                      |                   |                      |                   |         |         |                   |                   |                   |                   |  |  |                  |                  |                  |                  |
|  | 16 février - 13 h    | 16 février - 13 h | 16 février - 13 h    | 16 février - 13 h |         |         | 17 février - 18 h | 17 février - 18 h | 17 février - 18 h | 17 février - 18 h |  |  | 18 février - 17h | 18 février - 17h | 18 février - 17h | 18 février - 17h |
|  | 16 février - 13 h    | 16 février - 13 h | 16 février - 13 h    | 16 février - 13 h |         |         | 17 février - 18 h | 17 février - 18 h | 17 février - 18 h | 17 février - 18 h |  |  | 18 février - 17h | 18 février - 17h | 18 février - 17h | 18 février - 17h |
|  | 1                    | Monaco            | 93                   | 93                |         |         | 17 février - 18 h | 17 février - 18 h | 17 février - 18 h | 17 février - 18 h |  |  | 18 février - 17h | 18 février - 17h | 18 février - 17h | 18 février - 17h |
|  | 1                    | Monaco            | 93                   | 93                |         |         | 17 février - 18 h | 17 février - 18 h | 17 février - 18 h | 17 février - 18 h |  |  | 18 février - 17h | 18 février - 17h | 18 février - 17h | 18 février - 17h |
|  | 6                    | Bourg-en-Bresse   | 66                   | 66                |         |         | 17 février - 18 h | 17 février - 18 h | 17 février - 18 h | 17 février - 18 h |  |  | 18 février - 17h | 18 février - 17h | 18 février - 17h | 18 février - 17h |
|  | 6                    | Bourg-en-Bresse   | 66                   | 66                | Monaco  | Monaco  | 79                | 79                |                   |                   |  |  | 18 février - 17h | 18 février - 17h | 18 février - 17h | 18 février - 17h |
|  | 16 février - 15 h 30 |                   |                      |                   | Monaco  | Monaco  | 79                | 79                |                   |                   |  |  | 18 février - 17h | 18 février - 17h | 18 février - 17h | 18 février - 17h |
|  |                      |                   | Lyon-Villeurbanne    | Lyon-Villeurbanne | 66      | 66      |                   |                   |                   |                   |  |  | 18 février - 17h | 18 février - 17h | 18 février - 17h | 18 février - 17h |
|  | 4                    | Strasbourg        | Lyon-Villeurbanne    | Lyon-Villeurbanne | 66      | 66      | 70                | 70                |                   |                   |  |  | 18 février - 17h | 18 février - 17h | 18 février - 17h | 18 février - 17h |
|  | 4                    | Strasbourg        | 17 février - 20 h 30 |                   |         |         | 70                | 70                |                   |                   |  |  | 18 février - 17h | 18 février - 17h | 18 février - 17h | 18 février - 17h |
|  | 7                    | Lyon-Villeurbanne | 77                   | 77                |         |         |                   |                   |                   |                   |  |  | 18 février - 17h | 18 février - 17h | 18 février - 17h | 18 février - 17h |
|  | 7                    | Lyon-Villeurbanne | 77                   | 77                | Monaco  | Monaco  | 83                | 83                |                   |                   |  |  |                  |                  |                  |                  |
|  | 16 février - 18 h    |                   |                      |                   | Monaco  | Monaco  | 83                | 83                |                   |                   |  |  |                  |                  |                  |                  |
|  |                      |                   | Le Mans              | Le Mans           | 78      | 78      |                   |                   |                   |                   |  |  |                  |                  |                  |                  |
|  | 2                    | Le Mans           | Le Mans              | Le Mans           | 78      | 78      | 71                | 71                |                   |                   |  |  |                  |                  |                  |                  |
|  | 2                    | Le Mans           |                      |                   |         |         |                   |                   |                   |                   |  |  |                  |                  |                  |                  |
|  | 5                    | Cholet            | 61                   | 61                |         |         |                   |                   |                   |                   |  |  |                  |                  |                  |                  |
|  | 5                    | Cholet            | 61                   | 61                | Le Mans | Le Mans | 82                | 82                |                   |                   |  |  |                  |                  |                  |                  |
|  | 16 février - 20 h 30 |                   |                      |                   | Le Mans | Le Mans | 82                | 82                |                   |                   |  |  |                  |                  |                  |                  |
|  |                      |                   | Nanterre             | Nanterre          | 74      | 74      |                   |                   |                   |                   |  |  |                  |                  |                  |                  |
|  | 3                    | Limoges           | Nanterre             | Nanterre          | 74      | 74      | 74                | 74                |                   |                   |  |  |                  |                  |                  |                  |
|  | 3                    | Limoges           |                      |                   |         |         |                   | 74                |                   |                   |  |  |                  |                  |                  |                  |
|  | 8                    | Nanterre          | 84                   | 84                |         |         |                   |                   |                   |                   |  |  |                  |                  |                  |                  |
|  | 8                    | Nanterre          | 84                   | 84                |         |         |                   |                   |                   |                   |  |  |                  |                  |                  |                  |
|  |                      |                   |                      |                   |         |         |                   |                   |                   |                   |  |  |                  |                  |                  |                  |

## Rencontres

### Quarts de finale
| 16 février 2018 13h00 | [ 3 ] | Monaco                                             | 93-66                               | Bourg-en-Bresse                           |  | Disneyland Events Arena, Chessy (Disneyland Paris) Arbitres : Medhi Diffalah Hugues Thépénier David Mortz | SFR Sport 2 |
| 16 février 2018 13h00 | [ 3 ] | Score par quart-temps : 26-12, 27-16, 27-15, 13-23 |                                     |                                           |  | Disneyland Events Arena, Chessy (Disneyland Paris) Arbitres : Medhi Diffalah Hugues Thépénier David Mortz | SFR Sport 2 |
| 16 février 2018 13h00 | [ 3 ] | Score par mi-temps : 53-28, 40-38                  |                                     |                                           |  | Disneyland Events Arena, Chessy (Disneyland Paris) Arbitres : Medhi Diffalah Hugues Thépénier David Mortz | SFR Sport 2 |
| 16 février 2018 13h00 | [ 3 ] | Robinson, 21 Gladyr, 7 Cooper, 7 Robinson, 21      | Points Rebonds Passes d. Évaluation | Sim, 17 Peacock, 9 3 joueurs, 3 Ndoye, 18 |  | Disneyland Events Arena, Chessy (Disneyland Paris) Arbitres : Medhi Diffalah Hugues Thépénier David Mortz | SFR Sport 2 |

| 16 février 2018 15h30 | [ 4 ] | Strasbourg                                         | 70-77                               | Lyon-Villeurbanne                              |  | Disneyland Events Arena, Chessy (Disneyland Paris) Affluence : 3 920 Arbitres : Eddy Viator Jean-Charles Collin Mathieu Hosselet | SFR Sport 2 |
| 16 février 2018 15h30 | [ 4 ] | Score par quart-temps : 20-14, 16-16, 19-26, 15-21 |                                     |                                                |  | Disneyland Events Arena, Chessy (Disneyland Paris) Affluence : 3 920 Arbitres : Eddy Viator Jean-Charles Collin Mathieu Hosselet | SFR Sport 2 |
| 16 février 2018 15h30 | [ 4 ] | Score par mi-temps : 36-30, 34-47                  |                                     |                                                |  | Disneyland Events Arena, Chessy (Disneyland Paris) Affluence : 3 920 Arbitres : Eddy Viator Jean-Charles Collin Mathieu Hosselet | SFR Sport 2 |
| 16 février 2018 15h30 | [ 4 ] | Bost, 17 Wright, 9 Wright, 8 Wright, 20            | Points Rebonds Passes d. Évaluation | Slaughter, 20 Watkins, 7 Nelson, 4 Watkins, 17 |  | Disneyland Events Arena, Chessy (Disneyland Paris) Affluence : 3 920 Arbitres : Eddy Viator Jean-Charles Collin Mathieu Hosselet | SFR Sport 2 |

| 16 février 2018 18h00 | [ 5 ] | Le Mans                                            | 71-61                               | Cholet                                                 |  | Disneyland Events Arena, Chessy (Disneyland Paris) Affluence : 3 920 Arbitres : Joseph Bissang Yohan Rosso Fabrice Cannet | SFR Sport 2 |
| 16 février 2018 18h00 | [ 5 ] | Score par quart-temps : 15-10, 18-19, 22-16, 16-16 |                                     |                                                        |  | Disneyland Events Arena, Chessy (Disneyland Paris) Affluence : 3 920 Arbitres : Joseph Bissang Yohan Rosso Fabrice Cannet | SFR Sport 2 |
| 16 février 2018 18h00 | [ 5 ] | Score par mi-temps : 33-29, 38-32                  |                                     |                                                        |  | Disneyland Events Arena, Chessy (Disneyland Paris) Affluence : 3 920 Arbitres : Joseph Bissang Yohan Rosso Fabrice Cannet | SFR Sport 2 |
| 16 février 2018 18h00 | [ 5 ] | Fall, 19 Travis, 7 Cobbs, 6 Yeguete et Fall, 19    | Points Rebonds Passes d. Évaluation | Boutsiele, 16 Boutsiele, 10 3 joueurs, 4 Boutsiele, 21 |  | Disneyland Events Arena, Chessy (Disneyland Paris) Affluence : 3 920 Arbitres : Joseph Bissang Yohan Rosso Fabrice Cannet | SFR Sport 2 |

| 16 février 2018 20h30 | [ 6 ] | Limoges                                             | 74-84                               | Nanterre                                                            |  | Disneyland Events Arena, Chessy (Disneyland Paris) Affluence : 4 056 Arbitres : Nicolas Maestre David Chambon Maxime Boubert | SFR Sport 2 |
| 16 février 2018 20h30 | [ 6 ] | Score par quart-temps : 23-14, 15-19, 19-26, 17-25  |                                     |                                                                     |  | Disneyland Events Arena, Chessy (Disneyland Paris) Affluence : 4 056 Arbitres : Nicolas Maestre David Chambon Maxime Boubert | SFR Sport 2 |
| 16 février 2018 20h30 | [ 6 ] | Score par mi-temps : 38-33, 36-51                   |                                     |                                                                     |  | Disneyland Events Arena, Chessy (Disneyland Paris) Affluence : 4 056 Arbitres : Nicolas Maestre David Chambon Maxime Boubert | SFR Sport 2 |
| 16 février 2018 20h30 | [ 6 ] | Conklin et Hayes, 16 Howard, 8 Hayes, 6 Conklin, 23 | Points Rebonds Passes d. Évaluation | Schaffartzik, 15 Shuler, 6 Shuler, 7 Schaffartzik et Invernizzi, 15 |  | Disneyland Events Arena, Chessy (Disneyland Paris) Affluence : 4 056 Arbitres : Nicolas Maestre David Chambon Maxime Boubert | SFR Sport 2 |

### Demi-finales
| 17 février 2018 | [ 7 ] | Monaco                                             | 79-66                               | Lyon-Villeurbanne                                        |  | Disneyland Events Arena, Chessy (Disneyland Paris) Affluence : 3 900 Arbitres : Yohan Rosso Medhi Diffalah Mathieu Hosselet | SFR Sport 2 |
| 17 février 2018 | [ 7 ] | Score par quart-temps : 20-11, 17-18, 19-16, 23-21 |                                     |                                                          |  | Disneyland Events Arena, Chessy (Disneyland Paris) Affluence : 3 900 Arbitres : Yohan Rosso Medhi Diffalah Mathieu Hosselet | SFR Sport 2 |
| 17 février 2018 | [ 7 ] | Score par mi-temps : 37-29, 42-37                  |                                     |                                                          |  | Disneyland Events Arena, Chessy (Disneyland Paris) Affluence : 3 900 Arbitres : Yohan Rosso Medhi Diffalah Mathieu Hosselet | SFR Sport 2 |
| 17 février 2018 | [ 7 ] | Evans, 15 Traoré, 7 Cooper, 8 Evans, 18            | Points Rebonds Passes d. Évaluation | Nelson et Lighty, 11 Kaba, 7 Slaughter et Lang, Lang, 15 |  | Disneyland Events Arena, Chessy (Disneyland Paris) Affluence : 3 900 Arbitres : Yohan Rosso Medhi Diffalah Mathieu Hosselet | SFR Sport 2 |

| 17 février 2018 | [ 8 ] | Le Mans                                            | 82-74                               | Nanterre                                                           |  | Disneyland Events Arena, Chessy (Disneyland Paris) Affluence : 4 112 Arbitres : Joseph Bissang Jean-Charles Collin Hugues Thépénier | SFR Sport 2 |
| 17 février 2018 | [ 8 ] | Score par quart-temps : 24-17, 16-17, 24-20, 18-20 |                                     |                                                                    |  | Disneyland Events Arena, Chessy (Disneyland Paris) Affluence : 4 112 Arbitres : Joseph Bissang Jean-Charles Collin Hugues Thépénier | SFR Sport 2 |
| 17 février 2018 | [ 8 ] | Score par mi-temps : 40-34, 42-40                  |                                     |                                                                    |  | Disneyland Events Arena, Chessy (Disneyland Paris) Affluence : 4 112 Arbitres : Joseph Bissang Jean-Charles Collin Hugues Thépénier | SFR Sport 2 |
| 17 février 2018 | [ 8 ] | Cobbs, 17 Fall, 11 Cobbs, 6 Fall, 25               | Points Rebonds Passes d. Évaluation | Schaffartzik, 26 Passave-Ducteil, 8 Shuler et Wilson, 5 Wilson, 22 |  | Disneyland Events Arena, Chessy (Disneyland Paris) Affluence : 4 112 Arbitres : Joseph Bissang Jean-Charles Collin Hugues Thépénier | SFR Sport 2 |

### Finale
| 18 février 2018 17h00 | [ 9 ] | Monaco                                             | 83-78                               | Le Mans                                         |  | Disneyland Events Arena, Chessy (Disneyland Paris) | SFR Sport 2 |
| 18 février 2018 17h00 | [ 9 ] | Score par quart-temps : 27-16, 19-22, 17-17, 20-23 |                                     |                                                 |  | Disneyland Events Arena, Chessy (Disneyland Paris) | SFR Sport 2 |
| 18 février 2018 17h00 | [ 9 ] | Score par mi-temps : 46-38, 37-40                  |                                     |                                                 |  | Disneyland Events Arena, Chessy (Disneyland Paris) | SFR Sport 2 |
| 18 février 2018 17h00 | [ 9 ] | Robinson, 18 Craft, 7 D.J. Cooper, 7 Lacombe, 18   | Points Rebonds Passes d. Évaluation | Riley, 20 Travis, 8 Cobbs et Eito, 6 Travis, 20 |  | Disneyland Events Arena, Chessy (Disneyland Paris) | SFR Sport 2 |

## Leaders Cup Pro B

### Finale
| 18 février 2018 14h30 CET | [ 10 ] | Denain                                                             | 98-87                               | Orléans                                      | a2p | Disneyland Events Arena, Chessy (Disneyland Paris) | SFR Sport 2 |
| 18 février 2018 14h30 CET | [ 10 ] | Score par quart-temps : 17-21, 18-16, 19-20, 25-22, OT : 5-5, 14-3 |                                     |                                              | a2p | Disneyland Events Arena, Chessy (Disneyland Paris) | SFR Sport 2 |
| 18 février 2018 14h30 CET | [ 10 ] | Score par mi-temps : 35-37, 63-50                                  |                                     |                                              | a2p | Disneyland Events Arena, Chessy (Disneyland Paris) | SFR Sport 2 |
| 18 février 2018 14h30 CET | [ 10 ] | Goulbourne, 23 Goulbourne, 15 Threatt, 12 Goulbourne, 30           | Points Rebonds Passes d. Évaluation | Abreu, 18 Sommerville, 11 Abreu, 8 Abreu, 23 | a2p | Disneyland Events Arena, Chessy (Disneyland Paris) | SFR Sport 2 |